# Selenium IDE
Pour les articles homonymes, voir Sélénium (homonymie).
 (avril 2010).
Si vous disposez d'ouvrages ou d'articles de référence ou si vous connaissez des sites web de qualité traitant du thème abordé ici, merci de compléter l'article en donnant les références utiles à sa vérifiabilité et en les liant à la section « Notes et références ».
Selenium IDE est une extension développée pour Firefox, à l’origine par Shinya Kasatani, en vue d’utiliser Selenium, sans passer par un serveur pour l’exécution de scripts Selenium. Il a été développé en JavaScript pour qu’il puisse interagir avec DOM (Document Object Model) en effectuant des appels natifs JavaScript. Il a été conçu pour permettre aux testeurs et aux développeurs d’enregistrer leurs interactions avec le navigateur permettant par la suite de rejouer un scénario d’interactions pour simuler un processus fonctionnel à tester.  
Selenium IDE est un IDE pour les tests de l'outil de tests unitaires Selenium et les tests de régression. Elle est mise en œuvre comme une extension pour Firefox, et permet d'enregistrer, d'éditer et déboguer les tests. 
Selenium IDE n'est pas seulement un outil d'enregistrement : il s'agit d'un environnement de développement (IDE). L'utilisateur peut choisir d'utiliser sa capacité d'enregistrement, ou peut modifier ses scripts à la main s'il le souhaite.

## Caractéristiques
- Facilité d'enregistrement et de lecture
- Reconnaissance de sélection des identifiants, les noms, ou, au besoin XPath
- Pas à pas à travers les tests
- Debug et fixer l'arrêt
- Sauvegarde des tests au format HTML, Java, Ruby scripts, ou tout autre format